# Маври
Маври (једнина: Мавар), Мавари или Маури, је назив за исламизоване становнике северозападне Африке, већином номадске сточаре. Од њих потиче име државе Мауританије, чије северне делове настањују. Деле се на неколико племена: Трарза, Бракна, Адрар, Абакак и др.
Маври нису посебан или самодефинисан народ. Енциклопедија Британика из 1911. је приметила да тај термин нема „стварну етнолошку вредност“. Европљани средњег века и раног модерног периода су различито примењивали назив на Арапе и северноафричке Бербере, као и на европске муслимане.
Термин је такође коришћен у Европи у ширем, донекле погрдном смислу да се односи на муслимане уопште, посебно на оне арапског или берберског порекла, било да живе у Шпанији или северној Африци. Током колонијалне ере, Португалци су увели називе „цејлонски Маври” и „индијски Маври” у Јужној Азији и Шри Ланки, а бенгалски муслимани су се такође називали Маврима. На Филипинима, дугогодишња муслиманска заједница, која је претходила доласку Шпанаца, сада се самоидентификује као „народ Моро“, егзоним који су увели шпански колонизатори због њихове муслиманске вере.
Године 711, трупе које су углавном формирали Маври из северне Африке предводиле су Омајадско освајање Хиспаније. Иберијско полуострво је тада постало познато на класичном арапском као ал-Андалус, које је на свом врхунцу обухватао већи део Септиманије и данашње Шпаније и Португалије. Године 827, Маври су заузели Мазару на Сицилији, развијајући је као луку. На крају су наставили да консолидују остатак острва. Разлике у вери и култури довеле су до вишевековног сукоба са хришћанским краљевствима Европе, која су покушавала да поврате контролу над муслиманским областима; овај сукоб је назван Реконкиста. Године 1224, муслимани су протерани са Сицилије у насеље Луцера, које су уништили европски хришћани 1300. Пад Гранаде 1492. означио је крај муслиманске владавине у Шпанији, иако је муслиманска мањина опстала све до њиховог протеривања 1609. године.

## Антички Маври
У античко доба, Маури је било име једног од берберских племена које је насељавало подручју данашњег Марока и Алжира. Према њима је добила име римска провинција Мавретанија.
У средњем веку, називом „Маври“ или „Мори“ означавао се народ који је настао мешањем античких Мавара с Картагињанима, Римљанима, Вандалима и Арапима. У доба арапских освајања, крајем 7. века, брзо прелазе на ислам. Већина тог старог народа током следећих векова апсорбовани су у арапску нацију.

## Мавари на Пиринејском полуострву
Почетком 8. века Маври прелазе на Пиринејско полуострво и руше државу Визигота. Освајају готово цело полуострво и заснивају високу културу која опстаје током следећих осам столећа. 
Почело је кад је група муслимана из северне Африке, на челу са берберским генералом Тариком ибн-Зијадом 711. године заузела Иберијско полуострво и ту своју државу називају Ал Андалуз. То је постао моћан културни и економски центар у коме су цветале уметност и наука. Вековима су се хришћани борили за територијалну превласт и мало по мало освајали територије. 1492. године Фернандо II од Арагона и краљица Изабела I од Кастиље победом у бици код Гранаде, последњем муслиманском упоришту протерују муслимане са полуострва и завршавају шпанско освајање државе.
Хришћани све исламске досељенике називају мориским.
Након успеха хришћанске Реконкисте, која се завршава освајањем Гранаде 1492, већина мориска протерана је у северну Африку. Остали под притиском прихватају хришћанство, али потајно често задржавају своју веру и обичаје. Због тога су изложени бесу народа и прогону шпанске инквизиције.
За њих се, као и за покрштене Јевреје, примењивао погрдан назив Марани (можда према шпанском маранос: гадови, свиње).
Касније се тај термин користио генерално за описивање муслимана који су живели у Европи, а од периода ренесансе овај термин се користи за описивање људи са тамном кожом.